# Angelo Polledri
Angelo Antonio Silvio Polledri (* 18. Januar 1904 in Piacenza; † 18. Juli 1997 in Lodi) war ein italienischer Steuermann im Rudern.

## Werdegang
Angelo Polledri bildete mit Medardo Lamberti, Vittore Stocchi, Arturo Moroni, Amilcare Canevari, Giulio Lamberti, Medardo Galli, Benedetto Borella und Guglielmo Carubbi den italienischen Achter, der 1927 in Como Europameister wurde. Bei den Olympischen Sommerspielen 1928 in Amsterdam schied die gleiche Besatzung im Viertelfinale der Achter-Regatta aus. 
Moroni, Carubbi und Polledri gewannen 1930 zudem den Europameistertitel im Zweier mit Steuermann.